# Radojica Perišić
Radojica Perišić (selo Kazanci u općini Gacko, 1906. – Razboj Lijevče, 4. travnja 1945.), pravoslavni svećenik i četnički zapovjednik i vojvoda. Zapovijedao je Mostarskom i Golijskom brigadom koje su bile u sastavu Nevesinjskog korpusa, poznatog po pokoljima nad muslimanima Hercegovine, Crne Gore i Sandžaka.
Perišić je, zajedno sa žiteljima Golije i cijele Stare Hercegovine, podigao ustanak protiv NDH u lipnju 1941. godine u koji su se kasnije uključili Hercegovci i četnički zapovjednici iz Hercegovine Milorad M. Popović i drugi.
Ubili su ga ustaše u Bitci na Lijevča polju. Kada se povlačio s ostalim crnogorskim četnicima, 4. travnja ujutro, ustaške i domobranske postrojbe iznenada su napale Đurišićeve snage i nanijele im ozbiljne gubitke. Samo u prvom udarcu uništen je cijeli stožer Gatačke brigade, sa zapovjednikom svećenikom Radojicom Perišićem na čelu. Na suđenju je Dragoljub Mihailović kazao da tijekom rata nije imao podataka o popu Perišiću.